# Hendrik Hansen (Fußballspieler)
Hendrik Hansen (* 4. November 1994 in Wolfsburg) ist ein deutscher Fußballspieler. Der Innenverteidiger stand zuletzt beim Ex-Regionalligist SSV Ulm 1846 unter Vertrag.

## Karriere

### Vereine
Hendrik Hansen spielte als Jugendlicher in Reislingen, einem Ortsteil im Osten seiner Heimatstadt Wolfsburg, bis 2002 für den SV Reislingen/Neuhaus. Danach schloss er sich dem VfL Wolfsburg an, bei dem er in der Folge alle Altersklassen durchlief. In der Saison 2012/13 gehörte er zu der Wolfsburger Mannschaft, die durch ein 3:1 nach Verlängerung gegen Hansa Rostock deutscher A-Jugend-Meister wurde. Während dieser Zeit zählte er auch schon zur zweiten Mannschaft des VfL in der Regionalliga Nord. Seine ersten Einsätze absolvierte er dort aber erst in der Saison 2014/15.
Am 29. Oktober 2016 kam Hansen zu seinem ersten Profieinsatz in der Bundesliga. Valérien Ismaël, zu diesem Zeitpunkt Interimstrainer der Wolfsburger, wechselte ihn im Spiel gegen Bayer 04 Leverkusen nach sieben Minuten für den verletzten Robin Knoche ein. Der VfL verlor die Partie mit 1:2. Am 2. November 2016 unterzeichnete Hansen bei Wolfsburg einen bis 2020 datierten Profivertrag. Zur Saison 2017/18 wechselte Hansen zum Drittligisten Würzburger Kickers. Mit diesem gelang ihm 2020 der Aufstieg in die 2. Bundesliga. Nach dem sofortigen Wiederabstieg verließ er den Verein im Sommer 2021.
Am 25. Januar 2022 unterschrieb er einen Vertrag beim Regionalligist SSV Ulm 1846. Nach Ende der Saison 2022/23 war er zunächst vereinslos, ehe er sich im November 2023 dem Viertligisten SG Barockstadt Fulda-Lehnerz anschloss.

## Erfolge
VfL Wolfsburg
- Deutscher A-Jugend-Meister: 2012/13

Würzburger Kickers
- Aufstieg in die 2. Bundesliga: 2020